# Сантија
Сантија (итал. Santhià) је насеље у Италији у округу Верчели, региону Пијемонт.
Према процени из 2011. у насељу је живело 8079 становника. Насеље се налази на надморској висини од 187 м.

## Становништво
Према резултатима пописа становништва 2011. у општини је живело 8.825 становника.
| 1931. | 1936. | 1951. | 1961. | 1971. | 1981. | 1991. | 2001. | 2011. |
| ----- | ----- | ----- | ----- | ----- | ----- | ----- | ----- | ----- |
| 6.556 | 6.561 | 7.061 | 7.436 | 8.640 | 9.463 | 9.308 | 9.253 | 8.825 |